# Françoise Michaud
Pour les articles homonymes, voir Michaud.
Françoise Michaud est une actrice française de cinéma et de télévision née le 1er janvier 1963[réf. nécessaire] à Dijon (France).
En 1982, elle a été filmée par Gérard Courant pour son anthologie cinématographique Cinématon. Elle est le numéro 191 de la collection.
Elle est l'actrice fétiche de Joseph Morder et apparaît dans presque tous ses films,. Elle a joué aussi dans plusieurs films de Jean-Pierre Mocky.

## Filmographie

### Cinéma
- 1979 : Apocalypse nouilles, court-métrage de Vincent Tolédano
- 1980 : Les Sous-doués de Claude Zidi : Caroline
- 1980 : Le Rebelle de Gérard Blain : Corinne
- 1980 : Cocktail Molotov de Diane Kurys : Greta
- 1980 : Cocktail Morlock, court-métrage de Gérard Courant : Secrétaire perpétuelle de l'Académie Morlock
- 1981 : Chemins intermédiaires, Carnets filmés de Gérard Courant : elle-même
- 1981 : Mesures de miel et de lait sauvages, moyen-métrage de Teo Hernandez
- 1982 : Cinématon #191, série cinématographique de Gérard Courant : elle-même
- 1982 : Françoise, court-métrage de Teo Hernandez
- 1982 : Nuages vagues lune Françoise, court-métrage de Teo Hernandez
- 1982 : Confessions d'un cinéaste, court-métrage de Vincent Tolédano
- 1983 : La Bête noire de Patrick Chaput
- 1983 : Feuilles d'été, court-métrage de Teo Hernandez
- 1983 : 5 Portraits, court-métrage de Teo Hernandez
- 1983 : Le Voyageur sans ombre, Carnets filmés de Gérard Courant
- 1984 : Train d'enfer de Roger Hanin
- 1984 : Mort de trois Présidents à vie, court-métrage de Gérard Courant, Joseph Morder, Vincent Tolédano
- 1984 : La Marche du Temps, Carnets filmés de Gérard Courant
- 1985 : Les Amis de Diego Risquez à Paris, Portrait de groupe #2, série cinématographique de Gérard Courant
- 1986 : La Machine à découdre de Jean-Pierre Mocky
- 1986 : Conseil de famille de Costa-Gavras
- 1986 : Couple #25, série cinématographique de Gérard Courant : elle-même
- 1986 : Trio #1, série cinématographique de Gérard Courant : elle-même
- 1986 : L'Académie Morlock au Passé retrouvé, Portrait de groupe #47, série cinématographique de Gérard Courant
- 1986 : L'Académie Morlock en réunion avec ses correspondants de Châteauroux et de Montréal, Portrait de groupe #51, série cinématographique de Gérard Courant
- 1986 : Les Jours et les nuits, Carnets filmés de Gérard Courant
- 1986 : Golden Eighties de Chantal Akerman
- 1987 : Fucking Fernand de Gérard Mordillat
- 1987 : La Vallée fantôme de Alain Tanner
- 1987 : L'Œil au beur(re) noir de Serge Meynard
- 1987 : Les Aventures d'Eddie Turley de Gérard Courant : Lola
- 1987 : Le Décrochage de l'exposition d'autoportraits de Mariola San Martin à la galerie Donguy, Portrait de groupe #56, série cinématographique de Gérard Courant
- 1987 : La Soirée la + short avec Canal + au Cirque d'hiver, Portrait de groupe #61, série cinématographique de Gérard Courant
- 1988 : Mémoires d'un juif tropical de Joseph Morder
- 1990 :  Eminent domain de John Irvin
- 1992 : Romamor de Joseph Morder
- 1992 : Carlotta, court-métrage de Joseph Morder
- 1994 : Voyage à Rouen, court-métrage de Joseph Morder
- 1995 : Le Passé retrouvé, Carnets filmés de Gérard Courant
- 1995 : Itinéraires héréditaires, Carnets filmés de Gérard Courant
- 1996 : Un samedi sur la Terre de Diane Bertrand
- 1998 : C'est la tangente que je préfère de Charlotte Silvera
- 1999 : Pas de scandale de Benoît Jacquot
- 1999 : Le Journal de Joseph M de Gérard Courant
- 1999 : Les Amis de Joseph Morder, Portrait de groupe #220, série cinématographique de Gérard Courant
- 1999 : Gare #27, série cinématographique de Gérard Courant
- 2001 : Fleurs de sang de Alain Tanner et Myriam Mézières
- 2001 : 2000 Cinématons de Gérard Courant
- 2002 : Femme fatale de Brian De Palma
- 2002 : De rouille et d'os de Jacques Audiard
- 2002 : Le Papillon de Philippe Muyl
- 2002 : Les Araignées de la nuit de Jean-Pierre Mocky
- 2004 : Le Roi Artur et son Pop-Club, Carnets filmés de Gérard Courant
- 2005 : El cantor de Joseph Morder
- 2005 : La Fermeture de la salle de la Cinémathèque du palais de Chaillot, Portrait de groupe #234, série cinématographique de Gérard Courant
- 2005 : Événement, Carnets filmés de Gérard Courant
- 2007 : Rituels, Carnets filmés de Gérard Courant
- 2007 : 2 ou 3 choses que je sais de Joseph Morder, court-métrage de Gérard Courant
- 2007 : Elle et lui (court-métrage)[3]
- 2008 : J'aimerais partager le printemps avec quelqu'un de Joseph Morder
- 2010 : Mon pote de Marc Esposito
- 2011 : Le Silence et l'oubli de Christophe Delsaux
- 2011 : À votre bon cœur, mesdames de Jean-Pierre Mocky
- 2011 : Switch de Frédéric Schoendoerffer
- 2012 :  Putsoy dom de Nurbek Egen
- 2012 : Dors mon lapin de Jean-Pierre Mocky
- 2013 : Way back Home Pang Eun-Jin
- 2014 : Rencontre avec Joseph Morder à la boutique Potemkine pour la ressortie en DVD de El Cantor, Carnets filmés de Gérard Courant
- 2014 : La Duchesse de Varsovie de Joseph Morder
- 2014 : Octobre 2014 à Paris, Carnets filmés de Gérard Courant
- 2014 : Le Jeu de Montbéliard de Joseph Morder
- 2015 :  Presqu'une île de Lana Cheramy
- 2015 : Les Compagnons de la pomponette de Jean-Pierre Mocky
- 2017 : Le Lion est mort ce soir de Nobuhiro Suwa
- 2024 : Clara ou les lumières du Havre (short) de Joseph Morder

### Télévision
- 1984 : Hôtel de police de Claude Barrois, Emmanuel Fonlladosa, Jacques Besnard
- 1990 : L'Ami Giono: Le déserteur de Gérard Mordillat
- 1991 :  L'Alerte rouge de Gilles Katz (Marie)
- 1994 : Éclats de famille de Didier Grousset
- 1995 : L'instit, épisode 3-02, Le crime de Valentin, de Christian Faure : Isabelle
- 1999 : Commissaire Moulin de Yves Rénier
- 2002 : L'Été rouge de Gérard Marx
- 2004 :  La Petite Fadette de Michaëla Watteaux
- 2004 : Une femme d'honneur de Michaël Perrota
- 2005 : Le Voyage de la peur de Judit Kele
- 2006 : L'Affaire Villemin de Raoul Peck
- 2013 : J'adore ma vie de Stéphane Kürk
- 2015 : Falco de Jean-Christophe Delpias
- 2015 : Nina  de Nicolas Picard Dreyfus
- 2016 : La Main du mal de Pierre Aknine
- 2018 : Sam de Gabriel Aghion
- 2018 : Avis de décès de Jean-Pierre Mocky
- 2022 : Sopravissuti de Carmine Elia

### Doublage
- 2023 : Little Dixie : ? (?)[4]